# Kamenica (Aleksinac)
Kamenica (kyrillisch:Каменица) ist ein Dorf in Ostserbien. Da es in den Ländern des ehemaligen Jugoslawien, mehrere Orte mit dem Namen Kamenica gibt, wird das Dorf auch Aleksinačka Kamenica genannt.

## Geographie und Bevölkerung
Das Dorf liegt in der Opština Aleksinac im Nišavski okrug im Osten des Landes auf 513 Meter über dem Meeresspiegel. Kamenica hatte bei der Volkszählung von 2011 70 Einwohner, während es 2002 noch 103 waren. Nach den letzten drei Bevölkerungsstatistiken fällt die Einwohnerzahl weiter.
Die Bevölkerung von Kamenica stellen zu 99 % Serbisch-orthodoxe Serben. Eine Person gab eine unbekannte Abstammung an, dass entspricht 1 % der Bevölkerung. Der Ort besteht aus 36 Haushalten. Das Dorf liegt südwestlich der Gemeindehauptstadt Aleksinac.
Der Ort ist von Wäldern und Bergen umgeben und liegt nicht weit der Nachbardörfer Jakovlje, Loznac und Kulina entfernt.

### Demographie
| Jahr | Einwohnerzahl |
| ---- | ------------- |
| 1948 | 240           |
| 1953 | 240           |
| 1961 | 244           |
| 1971 | 229           |
| 1981 | 207           |
| 1991 | 142           |
| 2002 | 103           |
| 2011 | 70            |

## Religion
In Kamenica steht die Serbisch-orthodoxe Kirche Hl. Erstmärtyrer und Erzdiakon Stefan. Die Kirche gehört zur Eparchie Niš, der Serbisch-orthodoxen Kirche.

## Belege
- 1.^ Књига 9, Становништво, упоредни преглед броја становника 1948, 1953, 1961, 1971, 1981, 1991, 2002, подаци по насељима, Републички завод за статистику, Београд, мај 2004, ISBN 86-84433-14-9
- 2.^ Књига 1, Становништво, национална или етничка припадност, подаци по насељима, Републички завод за статистику, Београд, фебруар 2003, ISBN 86-84433-00-9
- 3.^ Књига 2, Становништво, пол и старост, подаци по насељима, Републички завод за статистику, Београд, фебруар 2003, ISBN 86-84433-01-7